# Al-Alaq
Al-'Alaq (in arabo العلق‎?) è la novantaseiesima sūra del Corano, composta da diciannove versetti. In ordine cronologico, è la prima sūra rivelata a Maometto, dettatagli dall'arcangelo Gabriele nel 610 d.C..

La sūra è nota anche con il nome de «L'aderenza», in riferimento al secondo versetto che recita «ha creato l'uomo da un'aderenza». Piccardo la descrive come una «sūra tremenda […] che ingiunge di obbedire solo a Dio e mai agli uomini potenti che osano ergersi contro la sua volontà».